# Prăjești (okręg Neamț)
Prăjești – wieś w Rumunii, w okręgu Neamț, w gminie Secuieni. W 2011 roku liczyła 66 mieszkańców.